# Saint-Jeannet (Alpy Nadmorskie)
Saint-Jeannet – miejscowość i gmina we Francji, w regionie Prowansja-Alpy-Lazurowe Wybrzeże, w departamencie Alpy Nadmorskie.
Według danych na rok 1990 gminę zamieszkiwało 3188 osób, a gęstość zaludnienia wynosiła 219 osób/km² (wśród 963 gmin regionu Prowansja-Alpy-W. Lazurowe Saint-Jeannet plasuje się na 190. miejscu pod względem liczby ludności, natomiast pod względem powierzchni na miejscu 606.).